# Dasyphyllum cabrerae
Dasyphyllum cabrerae là một loài thực vật có hoa trong họ Cúc. Loài này được Alva mô tả khoa học đầu tiên năm 1980.